# Thomas Williams (Politiker, 1806)

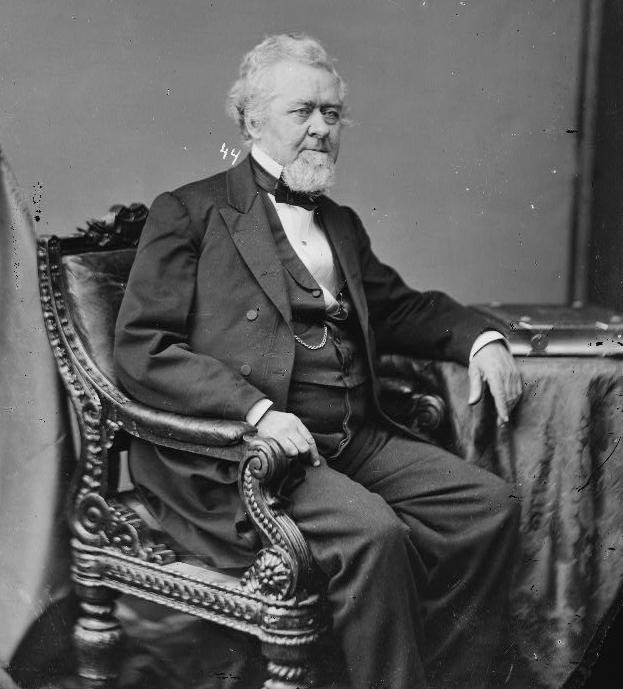
Thomas Williams

Thomas Williams (* 28. August 1806 in Greensburg, Westmoreland County, Pennsylvania; † 16. Juni 1872 in Allegheny, Pennsylvania) war ein US-amerikanischer Politiker. Zwischen 1863 und 1869 vertrat er den Bundesstaat Pennsylvania im US-Repräsentantenhaus.

## Werdegang
Thomas Williams besuchte die öffentlichen Schulen seiner Heimat und studierte danach bis 1825 am Dickinson College in Carlisle. Nach einem anschließenden Jurastudium und seiner 1828 erfolgten Zulassung als Rechtsanwalt begann er in Greensburg in diesem Beruf zu arbeiten. Im Jahr 1832 verlegte er seinen Wohnsitz und seine Kanzlei nach Pittsburgh. Gleichzeitig schlug er eine politische Laufbahn ein. Zwischen 1838 und 1841 gehörte er dem Senat von Pennsylvania an. Später wurde er Mitglied der 1854 gegründeten Republikanischen Partei.
Bei den Kongresswahlen des Jahres 1862 wurde Williams im 23. Wahlbezirk von Pennsylvania in das US-Repräsentantenhaus in Washington, D.C. gewählt, wo er am 4. März 1863 die Nachfolge von John Winfield Wallace antrat. Nach zwei Wiederwahlen konnte er bis zum 3. März 1869 drei Legislaturperioden im Kongress absolvieren. Diese waren bis 1865 von den Ereignissen des Bürgerkrieges geprägt. Seit 1865 war die Arbeit des Kongresses von den Spannungen zwischen den Republikanern und Präsident Andrew Johnson belastet, die in einem nur knapp gescheiterten Amtsenthebungsverfahren gipfelten. Dabei war Williams einer der Ankläger Johnsons. Während seiner Zeit im Kongress wurden der 13. und der 14. Verfassungszusatz ratifiziert.
Im Jahr 1868 verzichtete Thomas Williams auf eine weitere Kongresskandidatur. Nach dem Ende seiner Zeit im US-Repräsentantenhaus zog er sich in den Ruhestand zurück. Er starb am 16. Juni 1872 in Allegheny, einem Vorort von Pittsburgh, wo er auch beigesetzt wurde.